# Кампеон-дель-Сигло
Стадион Кампеон-дель-Сигло (исп. Estadio Campeón del Siglo) — футбольный стадион в городе Монтевидео, Уругвай. Домашний стадион футбольного клуба «Пеньяроль» с 2016 года. Название стадиона переводится как «Чемпион столетия» (одно из прозвищ «Пеньяроля»).

## История
После сноса стадиона «Поситос» в 1933 году, долгое время «Пеньяроль» выступал исключительно на национальном уругвайском стадионе «Сентенарио». В ноябре 2013 года «Пеньяроль» получил одобрение кредита со стороны Банка Республики в 46,3 млн долларов, и начал строительство арены в восточной части департамента Монтевидео, северо-восточнее основной застройки столицы Уругвая (неподалёку от границы с департаментом Канелонес).
Стадион был достроен в 2016 году. Вместимость стадиона составляет 40 000 человек.
Четыре трибуны стадиона названы в честь президентов «Пеньяроля»: Фрэнк Хендерсон (северная), Хосе Педро Дамиани (южная), Вашингтон Катальди (западная) и Гастон Гуэльфи (восточная).
Открытие состоялось 28 марта 2016 года. В матче открытия «Пеньяроль» одержал победу над аргентинским клубом «Ривер Плейт» со счётом 4:1. Автором первого гола в истории стадиона стал нападающий «Пеньяроля» Диего Форлан.
Первый официальный матч на «Кампеон-дель-Сигло» был сыгран 9 апреля 2016 года в рамках чемпионата Уругвая против клуба «Данубио». Хозяева поля победили со счётом 2:1. Автором первого официального гола на стадионе стал игрок хозяев Николас Альбаррасин.